# Liriochroa
Liriochroa är ett släkte av fjärilar. Liriochroa ingår i familjen tandspinnare.
Kladogram enligt Catalogue of Life:
| Liriochroa | \| \| Liriochroa divergens \| \| \| \| \| \| Liriochroa veronica \| \| \| \| |
|            | \| \| Liriochroa divergens \| \| \| \| \| \| Liriochroa veronica \| \| \| \| |
|            | Liriochroa divergens                                                         |
|            |                                                                              |
|            | Liriochroa veronica                                                          |
|            |                                                                              |